# Jabel (Heiligengrabe)
Jabel ist ein Ortsteil der Gemeinde Heiligengrabe im Landkreis Ostprignitz-Ruppin in Brandenburg.

## Geographie
In geringer Entfernung vom östlichen Ortsrand verläuft die A 19.

## Geschichte

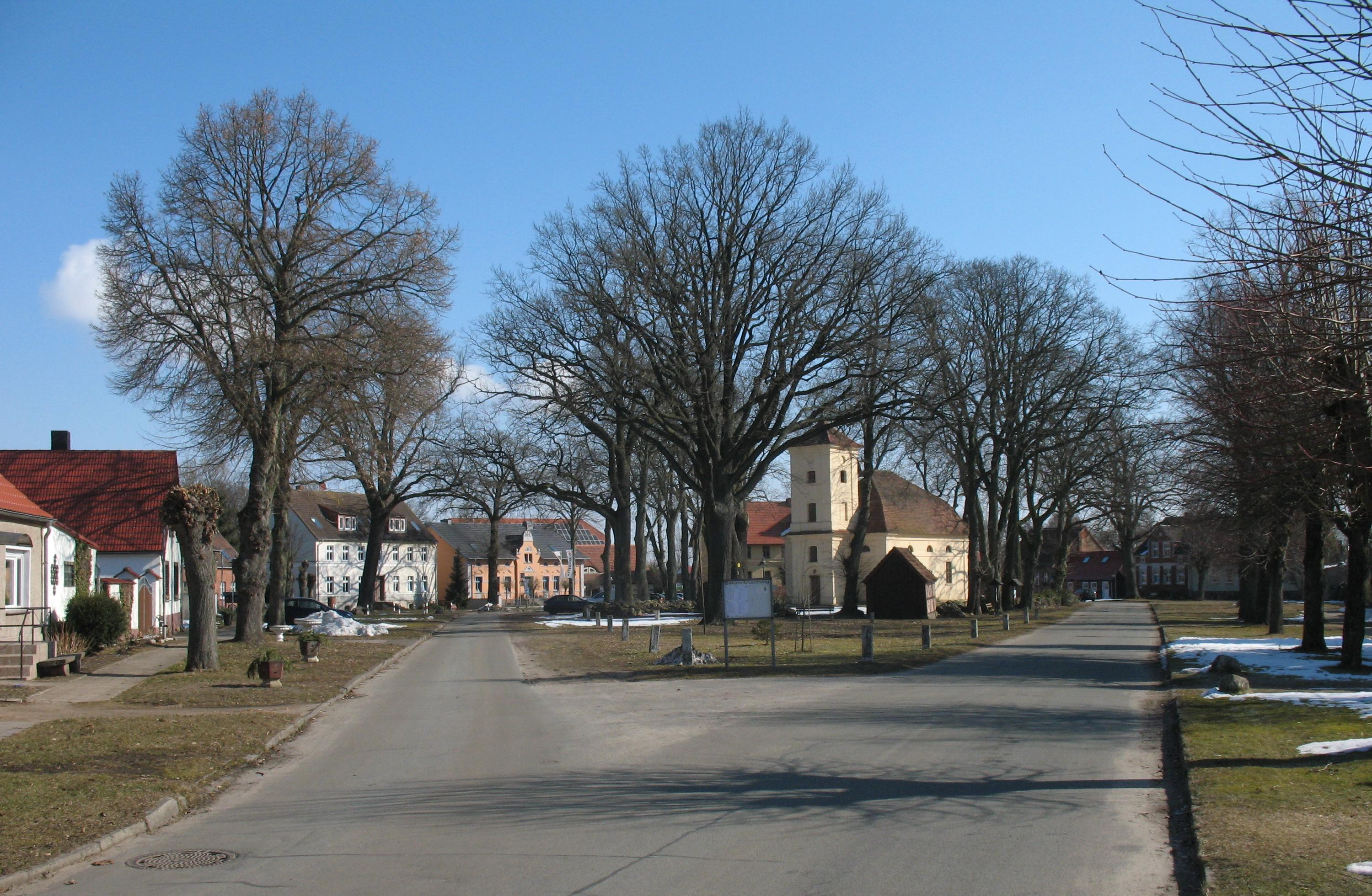
Blick von Südwesten auf den Dorfanger von Jabel

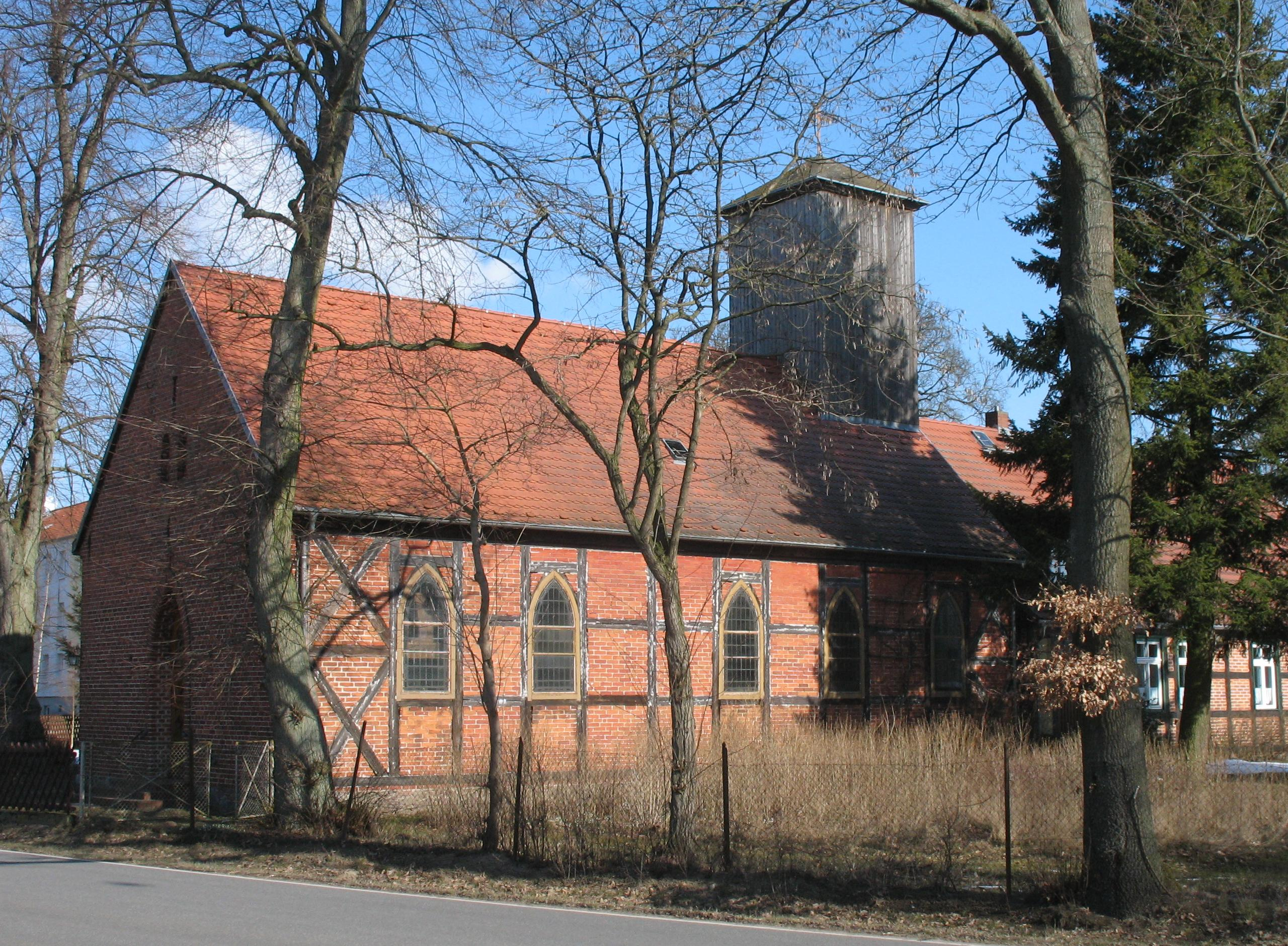
Altlutherische Kirche von 1851

Vermutlich im 8. Jahrhundert wurde in der damals sumpfigen Gegend an der Glinze, etwa 600 Meter nördlich vom heutigen Jabel, von den Slawen eine nicht dauerhaft bewohnte Fliehburg errichtet, offenbar hatte der Ort eine strategische Bedeutung. Heute sind noch Reste eines Burgwalls mit etwa 100 Metern Durchmesser und eines Wallgrabens zu erkennen. Die Stelle heißt wegen eines alten Baumbestandes mit einer bemerkenswerten Esche, die sich in sieben großen Stämme aufteilt, Sieben Brüder. Im 12. Jahrhundert eroberte Albrecht I. (Brandenburg), genannt Albrecht der Bär, die Gegend und die Burg verfiel. Im Dreißigjährigen Krieg soll die Sumpfburg noch als Versteck für marodierende Söldner gedient haben.
Der aus dem Slawischen stammende Name Jabel wurde erstmals 1418 urkundlich erwähnt und soll auf einen kleinen grünen oder wilden Apfel hindeuten. Das Dorf hat in etwa die Form eines nach Südwesten offenen Rundlings. Jabel hat als Besonderheit zwei Kirchen.
Auf dem Dorfanger steht die um 1803 errichtete evangelische Dorfkirche, ein Putzbau im Stil der preußischen Landbauschule. Bei der seltenen Dachform handelt es sich um ein Walmdach in der Ausführung als Sparrendach. An derselben Stelle in der Mitte des von Findlingen umgebenen Kirchhofs befand sich zuvor eine mittelalterliche Kirche, aus der vermutlich die im Turm hängende Glocke übernommen wurde. Die Einrichtung stammt aus dem 16. und 19. Jahrhundert. Das Portativ, eine transportable Orgel, stammt von 1870 und wurde mit einem Zuschuss der preußischen Regierung in Höhe von 170 Talern gekauft.
Die zweite Jabeler Kirche ist eine altlutherische Kirche. Trotz der durch König Friedrich Wilhelm III. unterstützten und ab 1830 zwangsweise durchgesetzten Union von Lutheranern und Reformierten, der sich die Altlutheraner widersetzten, und dem Agendenstreit erhielten sie 1851 in Jabel ein Grundstück an der Dorfstraße 1 und bebauten es mit der Kirche, einem Pfarrhaus und einem Wirtschaftsgebäude. Im Kirchengebäude ist als Besonderheit noch ein klassizistischer Ofen aus Gusseisen vorhanden.
Von 1912 bis zur Stilllegung 1967 hatte Jabel einen Haltepunkt an der Bahnstrecke Kremmen–Meyenburg.